# 메이테쓰 비사이선
비사이 선(미서선, 일본어: 尾西線)은 일본 아이치현 야토미시의 야토미역부터 이치노미야시의 다마노이 역을 잇는 나고야 철도의 철도 노선이다.

## 노선 정보
- 노선 거리 (영업 거리) : 30.9km
- 궤간 : 1067mm
- 역 수 : 22역 (기종점역 포함)
- 복선화 구간 : 사야 역 - 모리카미 역 간 (다만, 모리카미 역부터 이 역 남쪽의 장내신호장까지는 단선)
- 전철화 구간 : 전 구간 (직류 1500V)
- 폐색 방식 : 자동 폐색식
- 최고 속도 : 100km/h (보통 : 90km/h)

## 역 목록
| 역 번호 | 역명               | 일어 역명 | 역간 거리 | 누계 거리 | 준 급 | 급 행 | 특 급 | 접속 노선                                                                      | 소재지       |
|         | 야토미             | 弥富      | -         | 0.0       |       |       |       | 도카이 여객철도 ■ 간사이 본선 긴키 닛폰 철도 E 나고야 선 … 긴테쓰나고야 역     | 야토미시     |
|         | 고노산             | 五ノ三    | 2.5       | 2.5       |       |       |       |                                                                                | 야토미시     |
|         | 사야               | 佐屋      | 2.1       | 4.6       | ●     | ●     | ▲     |                                                                                | 아이사이시   |
|         | 히비노             | 日比野    | 2.0       | 6.6       | ●     | ●     | ▲     |                                                                                | 아이사이시   |
|         | 쓰시마             | 津島      | 1.6       | 8.2       | ●     | ●     | ▲     | 나고야 철도 ■ 쓰시마선                                                         | 쓰시마시     |
|         | 마치카타           | 町方      | 1.4       | 9.6       |       |       |       |                                                                                | 아이사이 시  |
|         | 로쿠와             | 六輪      | 1.5       | 11.1      |       |       |       |                                                                                | 이나자와시   |
|         | 후치다카           | 渕高      | 1.3       | 12.4      |       |       |       |                                                                                | 아이사이 시  |
|         | 마루부치           | 丸渕      | 1.0       | 13.4      |       |       |       |                                                                                | 이나자와 시  |
|         | 가미마루부치       | 上丸渕    | 1.3       | 14.7      |       |       |       |                                                                                | 이나자와 시  |
|         | 모리카미           | 森上      | 1.5       | 16.2      |       |       |       |                                                                                | 이나자와 시  |
|         | 야마자키           | 山崎      | 1.1       | 17.3      |       |       |       |                                                                                | 이나자와 시  |
|         | 다마노             | 玉野      | 1.4       | 18.7      |       |       |       |                                                                                | 이치노미야시 |
|         | 하기와라           | 萩原      | 1.5       | 20.2      |       |       |       |                                                                                | 이치노미야시 |
|         | 후타고             | 二子      | 1.1       | 21.3      |       |       |       |                                                                                | 이치노미야시 |
|         | 가리야스카         | 苅安賀    | 1.2       | 22.5      |       |       |       |                                                                                | 이치노미야시 |
|         | 간논지             | 観音寺    | 0.7       | 23.2      |       |       |       |                                                                                | 이치노미야시 |
|         | 메이테쓰이치노미야 | 名鉄一宮  | 2.1       | 25.3      |       |       |       | 나고야 철도 ■ 나고야 본선 도카이 여객철도 ■ 도카이도 본선 (오와리이치노미야역) | 이치노미야시 |
|         | 니시이치노미야     | 西一宮    | 0.7       | 26.0      |       |       |       |                                                                                | 이치노미야시 |
|         | 가이메이           | 開明      | 2.1       | 28.1      |       |       |       |                                                                                | 이치노미야시 |
|         | 오쿠초             | 奥町      | 1.3       | 29.4      |       |       |       |                                                                                | 이치노미야시 |
|         | 다마노이           | 玉ノ井    | 1.5       | 30.9      |       |       |       |                                                                                | 이치노미야시 |